# Storpellinge
Storpellinge, finska: Suur-Pellinki, är en ö i Finland. De ligger i Finska viken och i kommunen Borgå i landskapet Nyland, i den södra delen av landet. Öarna ligger omkring 50 kilometer öster om Helsingfors.
Arean för den av öarna koordinaterna pekar på är 9,62 kvadratkilometer och dess största längd är 6 kilometer i sydväst-nordöstlig riktning. Ön höjer sig omkring 45 meter över havsytan.